# День Національної поліції України
День Національної поліції України — свято України. Відзначається щорічно 4 липня згідно з Указом Президента України від 4 квітня 2018 року № 97.
До 2018 року зазначене свято відзначалося 4 серпня — у день підписання Президентом України Закону України «Про Національну поліцію».

## Історія свята
1. Свято було встановлено в Україні «Ураховуючи значення та роль Національної поліції України у виконанні завдань із охорони прав і свобод людини, протидії злочинності, підтриманні публічної безпеки і порядку…» згідно з Указом Президента України «Про День Національної поліції України» від 9 грудня 2015 р. № 693/2015, та відзначалося спочатку 4 серпня — у день підписання Президентом Закону України «Про Національну поліцію». Раніше, як правило, професійні свята встановлювалися виходячи з дня прийняття того чи іншого закону.
2. Указом Президента України від 4 квітня 2018 року № 97 внесено зміну до Указу Президента України від 9 грудня 2015 року № 693, яким встановлено, що День Національної поліції України відзначається щорічно 4 липня — на честь події 2015 року, коли перші патрульні поліцейські прийняли першу присягу на Софійській площі у Києві[2].

## Джерело
- Про День Національної поліції України: Указ Президента України від 09.12.2015 № 693/2015 [Архівовано 26 жовтня 2018 у Wayback Machine.]
- Про внесення зміни до Указу Президента України від 9 грудня 2015 року № 693: Указ Президента України від 04.04.2018 № 97/2018 [Архівовано 26 жовтня 2018 у Wayback Machine.]